# Corpus Inscriptionum Latinarum
Corpus Inscriptionum Latinarum (CIL) – epigraficzna seria wydawnicza, którą zaprojektował i we współpracy z innymi specjalistami pod patronatem Pruskiej Akademii Nauk zapoczątkował niemiecki uczony Theodor Mommsen. Publikowana od 1863 i aktualizowana w postaci suplementów (ostatnio w 2000 r.), obejmuje ok. 180 tysięcy rzymskich inskrypcji ujętych w 17 tomach podzielonych dodatkowo na ponad 70 części. 

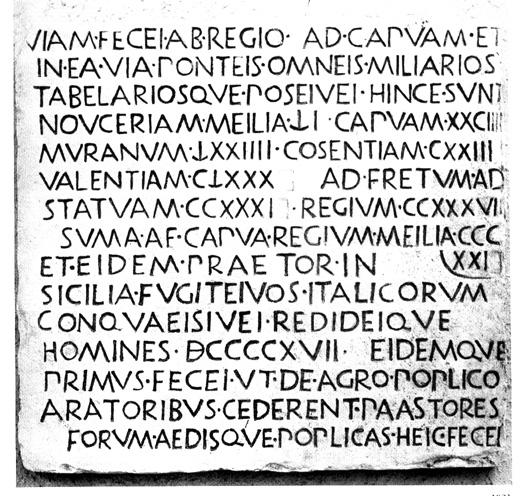
Przykładowa inskrypcja z pierwszego tomu CIL (przerys)

## Układ wydawnictwa
Pierwotny projekt przewidywał ujęcie serii w 15 tomach, a cały materiał epigraficzny podzielono ogólnie według kryterium geograficznego. W poszczególnych tomach (volumen) napisy również są uporządkowane według tego kryterium. Pochodzące z obszaru każdej wydzielonej jednostki terytorialnej (np. prowincji), poprzedzone są wprowadzeniem zawierającym podstawowe informacje dotyczące jej historii. Także pochodzące z mniejszych jednostek terytorialnych lub osadniczych (colonia, municipium, pagus, vicus itp.) opatrzone są podobnym wstępem historycznym. Obszerniejszy materiał jest w ramach tomów podzielony na części (pars) i ujęty w osobnych zeszytach (fasciculum). Zamierzona jest publikacja tomu XVIII zawierającego inskrypcje poetyckie. Aktualnie CIL obejmuje następujące edycje (podano datę pierwodruku): 
- Tom I – napisy najstarsze, aż do śmierci Juliusza Cezara: Inscriptiones Latinae antiquissimae ad C. Caesaris mortem, 2 części, 4 zeszyty (1893—1986)
- Tom II – z obszaru Hiszpanii: Inscriptiones Hispaniae Latinae, 2 części, 4 zesz. (1869, 1995)
- Tom III – z Egiptu i prowincji azjatyckich, Grecji oraz Ilirii: Inscriptiones Asiae, provinciarum Europae Graecarum, Illyrici Latinae, 2 części, 5 zesz. (1873) + suplement
- Tom IV – naścienne inskrypcje z Pompejów, Herkulanum i Stabiów: Inscriptiones parietariae Pompeianae, Herculanenses, Stabianae (1871) z suplementem w 3 częściach
- Tom V – z obszaru Galii Cisalpińskiej: Inscriptiones Galliae Cisalpinae Latinae, 2 części (1872, 1877)
- Tom VI – z terenu miasta Rzym: Inscriptiones Urbis Romae Latinae, 8 części (1876—2000)
- Tom VII – z terytorium Brytanii: Inscriptiones Britanniae Latinae (1873)
- Tom VIII – z obszaru prowincji afrykańskich: Inscriptiones Africae Latinae, 2 części (1881) + 5 zesz. suplementów
- Tom IX – z południowych ziem Italii (m.in. Kalabria, Apulia): Inscriptiones Calabriae, Apuliae, Samnii, Sabinorum, Piceni Latinae (1883)
- Tom X – z innych południowych regionów Italii (m.in. Kampania, Sycylia i Sardynia): Inscriptiones Bruttiorum, Lucaniae, Campaniae, Siciliae, Sardiniae Latinae (1883)
- Tom XI – ze środkowej Italii (Etruria, Umbria): Inscriptiones Aemiliae, Etruriae, Umbriae Latinae 1886—1926)
- Tom XII – z obszaru Galii Narbońskiej: Inscriptiones Galliae Narbonensis Latinae (1888)
- Tom XIII – z pozostałych części Galii i z obu Germanii: Inscriptiones trium Galliarum et Germaniarum Latinae, 5 części (1899—1943)
- Tom XIV – z obszaru Lacjum: Inscriptiones Latii veteris Latinae (1877) + suplement (1930)
- Tom XV – napisy na cegłach, amforach, różnych przedmiotach codziennego użytku: Inscriptiones Urbis Romae Latinae. Instrumentum domesticum, 2 części (1891, 1899)
- Tom XVI – teksty rzymskich dyplomów wojskowych: Diplomata militaria (1936) z suplementem (1955)
- Tom XVII – napisy na kamieniach milowych z obszaru cesarstwa: Miliaria Imperii Romani, 3 części (1986)

### Kategorie zabytków
Napisy z terenu jednego miasta antycznego publikowane są według kategorii: inskrypcje wotywne (bóstwa w kolejności alfabetu), honoryfikacyjne (ku czci osób według ich hierarchii – cesarze, namiestnicy prowincji itd., przy czym każda kategoria osób możliwie chronologicznie poczynając od najwcześniejszych), nagrobne (zmarli według alfabetu) itd. W końcu tomu (lub jego części) poświęconego wydzielonemu obszarowi (prowincji) umieszczono napisy o niemożliwym do dokładnego określenia miejscu znalezienia (incertae) oraz osobno miliaria (kamienie milowe) i instrumenta (stemplowane cegły i dachówki, napisy na różnych przedmiotach itp.).

### Skorowidze
Z reguły każdy tom zakończony jest rozbudowanymi indeksami ułatwiającymi badaczowi dotarcie do interesujących go napisów. Podzielone na szereg działów (ze szczegółowymi podziałami wewnętrznymi) mają strukturę następującą: indeks antroponomastyczny (nazwiska, a następnie przydomki osób według alfabetu, z nazwiskami ludzi ze stanu senatorskiego wyróżnionymi wersalikami); indeksy osób według hierarchii (cesarze, konsulowie, inni urzędnicy – w ramach każdej kategorii osób w porządku chronologicznym); indeks spraw związanych z wojskiem (formacje według kategorii, funkcje wojskowe, wojny); sprawy kultu religijnego (bóstwa według alfabetu, funkcje kapłańskie); rzymskie tribus; indeks geograficzny (prowincje, miasta, wsie, rzeki itp.); sprawy związane z ustrojem i organizacją wewnętrzną miast; stowarzyszenia (collegia); indeks zawodów i zajęć; indeks napisów wierszowanych (carmina – alfabetycznie według pierwszych słów napisu); wykaz skrótów występujących w napisach; indeks zjawisk językowych oraz indeks obejmujący pozostałe sprawy godne uwagi (notabilia varia).
Wszystkie skorowidze obejmują wyłącznie zjawiska występujące w tekstach napisów. Odmienny charakter ma indeks ostatni, obejmujący nazwy nowożytnych miejscowości, w których znajdowano inskrypcje lub które wspomniano w komentarzach do nich. Osobną częścią zamykającą tom są szczegółowe mapy.